# Telela Kebede
Telela Kebede (amharique : ቴሌላ ከበደ ; née en 1938) est une chanteuse éthiopienne qui a gagné en popularité au cours de l'« âge d'or » de la musique moderne en Éthiopie, avec le succès du groove éthio-jazz, dans les années 1960 et 1970.

## Biographie
Elle est née en 1938 au Kenya de parents éthiopiens (de l'ethnie amhara) en exil pendant l'occupation de l'Éthiopie par l'Italie fasciste. Après le retour de sa famille dans l'Éthiopie nouvellement libérée alors qu’elle a 4 ans, le père de Telela reçoit des concessions de terres et un poste politique dans la province de Sidamo de la part de l'empereur Haïlé Sélassié Ier. Telela Kebede reçoit une éducation d'élite à l'école de la mission lazariste française de Sidamo(bien qu’elle soit non pas de religion catholique mais de religion chrétienne orthodoxe), où elle chante dans la chorale de la mission et commence à se produire en public dans la région. Malgré les objections de son père, Telela Kebede poursuit une carrière d'azmari (chanteuse et musicienne professionnelle) se produisant dans les débits de boisson locaux.
La réputation de Telela Kebede en tant que chanteuse s'étend rapidement dans les années 1950 et, en 1955, elle rejoint le Théâtre national Haile Selassie I en tant qu'actrice et chanteuse. Elle est connue pour un certain nombre de chansons à la fin des années 1950, dont une version de Shäggaw Tәrәnbuli (Le bel Éthiopien de Tripoli), qui raconte l'histoire d'Éthiopiens et d'Érythréens recrutés pour servir dans les forces coloniales italiennes entre 1911 et les années 1930 en Libye. La chanson décrit le retour d'un soldat éthiopien de Tripoli portant des pantalons de style européen et buvant une marque onéreuse de T'edj (hydromel). C’est l’âge d’or de la musique moderne éthiopienne
En 1974, le contexte change : un coup d'État militaire, se disant marxiste, met fin au régime impérial. Puis c’est l’arrivée au pouvoir du lieutenant-colonel Mengistu. Un régime de terreur est instauré. Un couvre-feu permanent limite fortement les possibilités de divertissements et de spectacles musicaux. C’est l’avènement du Derg ou gouvernement militaire provisoire de l'Éthiopie socialiste . Cette année là, Telela Kebede est brièvement (trois mois) envoyée en prison par le nouveau régime du Derg pour avoir chanté une chanson, Lomi Tera Tera (littéralement, quartiers de citrons), un spleen langoureux …  qui met en garde contre la dissolution du pays. Pendant les deux années qui suivent sa libération, Telela Kebede est confrontée à de graves problèmes personnels et économiques, se débrouillant pour gagner sa vie en se produisant en privé en tant qu'azmari dans sa propre maison à Addis-Abeba, généralement accompagné des sons du masenqo, un luth à archet. Puis, harcelée par les autorités, elle passe une autre courte période en détention,.
Telela Kebede émigre dans les années 1990 en raison de l'insécurité et de la surveillance dont elle continue à faire l’objet sous le nouveau régime du Front démocratique révolutionnaire du peuple éthiopien.
Installée au États-Unis, elle se montre active au sein de la diaspora éthiopienne américaine, et sert de mentor à de jeunes musiciens éthiopiens qui s'efforcent de poursuivre leur carrière aux États-Unis.